# Rivera (Colombia)
Rivera è un comune della Colombia facente parte del dipartimento di Huila.
Il centro abitato venne fondato da Vicente Poveda e altri nel 1888, mentre l'istituzione del comune è del 1943.